# 志村喬
志村喬（1905年3月12日—1982年2月11日）是兵庫縣朝來村出身的日本電影演員，原名為島崎捷爾。出众的性格演员，演过多部黑澤明的電影，其中尤以1952年的《生之慾》中的絕症課長和《七武士》裡的武士首領这两个角色最為人津津樂道。志村喬於1982年2月11日在東京因肺氣腫逝世，終年76歲。

## 生平
他在1923年的时候上了關西大學。

## 作品
- 姿三四郎（1943年）
- 我於青春無悔（1946年）
- 酩酊天使（1948年）
- 靜靜的決鬥（1949年）
- 野良犬（1949年）
- 羅生門（1950年）
- 醜聞（1950年）
- 白痴（1951年）
- 踏虎尾的男人（1952年）
- 生之慾（1952年）
- 太平洋之鷲（1953年）
- 七武士（1954年）
- 哥吉拉（1954年）
- 哥吉拉的逆襲（1955年）
- 生者的紀錄（1955年）
- 宮本武藏 決鬥巖流島（1956年）
- 地球防衛軍（1957年）
- 蜘蛛巢城（1957年）
- 戰國英豪（1958年）
- 日本誕生（1959年）
- 太平洋之嵐（1960年）
- 懶夫睡漢（1960年）
- 大鏢客（1961年）
- 摩斯拉（1961年）
- 妖星哥拉斯（1962年）
- 椿三十郎（1962年）
- 太平洋之翼（1963年）
- 大盜賊（1963年）
- 天國與地獄（1963年）
- 三大怪獸 地球最大決戰（1964年）
- 怪談（1965年）
- 紅鬍子（1965年）
- 侍（1965年）
- 太平洋奇蹟的作戰 金斯卡島（1965年）
- 科學怪人對地底怪獸（1965年）
- 風林火山（1969年）
- 影武者（1980年）

## 外部連結
- 侍の中の侍